# بليحائية
الفصيلة الريزيدية أو البليحائية أو البُلَيْحاوِيَّة أو بليحاويات فصيلة نباتية تتبع رتبة الكرنبيات من ذوات الفلقتين. أهم نباتاتها البليحاء.